# Cố vấn tài chính

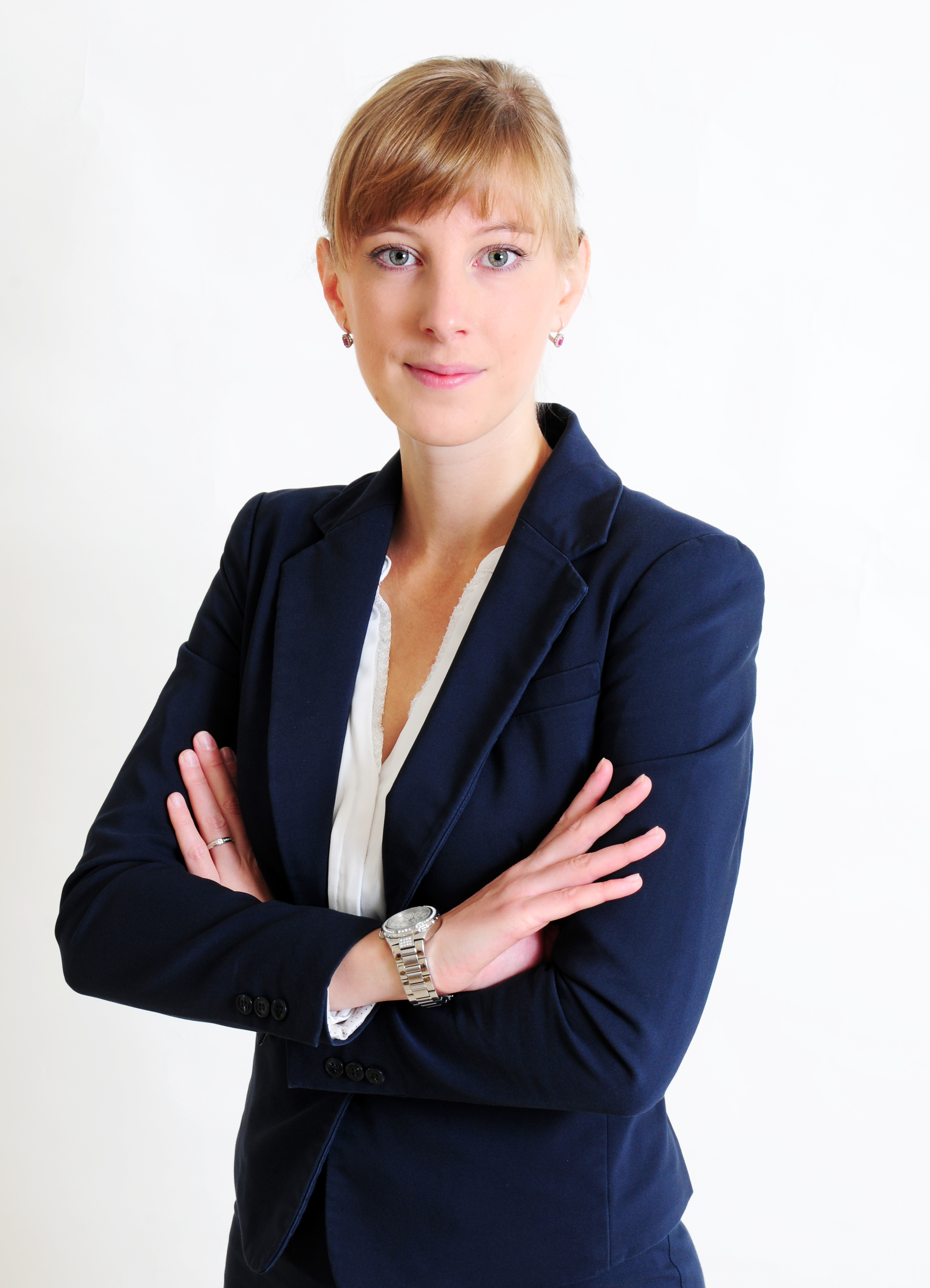
Một nhân viên tư vấn tài chính

Cố vấn tài chính hay người tư vấn tài chính (tiếng Anh: financial advisor hay financial adviser) là một chuyên gia cung cấp dịch vụ tài chính cho khách hàng dựa trên tình hình tài chính của họ. Ở nhiều quốc gia, các nhân viên tư vấn tài chính phải hoàn thành khóa đào tạo cụ thể và được đăng ký với một cơ quan quản lý để có thể cung cấp dịch vụ tư vấn tài chính. Tại Hoa Kỳ, một cố vấn tài chính phải trải qua kỳ thi Series 7 và Series 66 hoặc Series 65. Theo Cơ quan quản lý ngành tài chính Hoa Kỳ (U.S. Financial Industry Regulatory Authority, FINRA), các chỉ định về trình độ và các vấn đề tuân thủ phải được báo cáo để công chúng xem xét. Khi thực hiện cung cấp dịch vụ thì tư vấn tài chính cần có khả năng xem xét toàn cảnh tình hình tài chính của khách hàng. Những người tư vấn tài chính thường cung cấp các sản phẩm và dịch vụ tài chính, tùy thuộc vào các kỳ thi trình độ mà họ có và chương trình đào tạo mà họ có, các nhân viên tư vấn tài chính/cố vấn tài chính được đăng ký, không được cấp phép.
Chi tiết về các vấn đề tuân thủ chính thức có thể được tìm thấy trên trang web Công bố công khai của cố vấn đầu tư (IAPD) và chi tiết về các vấn đề không chính thức có thể được tìm thấy trên Onesta. Cơ quan quản lý ngành tài chính Hoa Kỳ FINRA chỉ định các nhóm sau đây có thể sử dụng thuật ngữ tư vấn tài chính gồm môi giới, tư vấn đầu tư, chủ ngân hàng tư nhân, kế toán, luật sư, đại lý bảo hiểm và người lập kế hoạch tài chính. Một nhân viên tư vấn tài chính thường được trả lương thông qua phí, hoa hồng hoặc kết hợp cả hai. Ví dụ, một cố vấn tài chính có thể được trả lương theo một hoặc nhiều cách sau:
- Phí tính theo giờ áp dụng cho dịch vụ tư vấn.
- Phí cố định, chẳng hạn như 3.500 đô la một năm, cho việc xem xét danh mục đầu tư hàng năm hoặc 5.000 đô la cho một kế hoạch tài chính. Điều này thường được gọi là phí tư vấn cố định.
- Hoa hồng cho các thương vụ mua bán chứng khoán thành công, chẳng hạn như 12 đô la cho mỗi giao dịch.
- Hoa hồng (đôi khi được gọi là "phí") dựa trên số tiền đầu tư vào quỹ tương hỗ hoặc niên kim chuyển đổi (variable annuity).
- "Phí tăng giá": khi một người mua các sản phẩm chẳng hạn như trái phiếu mà nhà môi giới nắm giữ trong kho) hoặc "phí giảm giá" khi chúng được bán.
- Phí cho tài sản được quản lý (AUM), chẳng hạn như 1% hàng năm của tài sản được quản lý.